# Jesús Vera
Jesús Jonathan Vera (Godoy Cruz, 10 gennaio 1989) è un calciatore argentino, attaccante dell'Atlético Argentino.

## Carriera

### Club
Ha giocato nella prima divisione dei campionati argentino, cileno, cipriota e costaricano.